# DJ /rupture
DJ /rupture, de son vrai nom Jace Clayton, est un disc jockey et artiste interdisciplinaire américain. Hormis sa carrière musicale, Clayton dirige un blog sur lequel il poste des contenus musicaux et non-musicaux depuis son site web, mudd up!. Son ouvrage, Uprooot: Travels in 21st-Century Music and Digital Culture, est publié en 2016.

## Biographie
Clayton passe son adolescence à North Andover, dans le Massachusetts. Au milieu des années 1990, Clayton est membre de Toneburst, décrit comme « le collectif d'art électronique expérimentale le plus actif de Boston ». Clayton est diplômé de l'université Harvard avec mention en anglais.
En 2001, Clayton (sous le nom de DJ /rupture) publie Gold Teeth Thief, à l'origine comme téléchargement. La mixtape comprend 43 morceaux de 68 minutes, axés breakcore, ragga et folk arabe. Elle est nommée dans le top 50 des albums de l'année par The Wire en 2001. Il est publié par le label Violent Turd label en 2002. Pour sa critique de Gold Teeth Thief sur AllMusic, Joshua Glazer ecrit que « Gold Teeth Thief est un set impossiblement bruyant et agressif. »
En 2005, Clayton recevra une requête selon laquelle il devra citer « les 10 artistes qui ont impacté mon point de vue sur la musique électronique » et il mentionnera : Edgard Varèse, the Hanatarashi, King Tubby, Pere Ubu, Steely and Clevie, Gregory Whitehead, Timbaland, Mannie Fresh, DJ Scud et Wiley. Entre le 6 juin 2007 et le 27 février 2013, DJ /rupture anime un programme radio d'une heure appelé Mudd Up! sur la chaine WFMU.
En 2010, Clayton est résident de l'Eyebeam, une organisation en recherche artistique spécialisée dans l'interface de l'art et la technologie.
En 2012, Clayton reçoit un prix Foundation for Contemporary Arts Grants to Artists. En 2013, Clayton reçoit un prix Creative Capital pour le développement de son projet Gbadu and the Moirai Index. Le 26 mars 2013, le label New Amsterdam Records publie un album de Clayton, The Julius Eastman Memory Depot. L'album comprend des performances du compositeur Julius Eastman, Evil Nigger et Gay Guerilla de David Friend et Emily Manzo qui ont été manipulés et réarrangés par Clayton.
En 2016, Clayton publie Uproot: Travels in 21st-Century Music and Digital Culture, décrit par son auteur comme « un manuel du monde créé par monsieur MP3 et madame Internet. »

## Discographie

### Albums studio
- 2004 : Special Gunpowder (Tigerbeat6)
- 2008 : Patches (avec Andy Moor) (Unsuitable Records)
- 2013 :  The Julius Eastman Memory Depot (sous le nom de Jace Clayton) (New Amsterdam Records)

### Singles et EP
- 1999 : Rummage About (split 12" avec Config.sys) (Soot Records)
- 2001 : $ Vol. 7 (split 7" avec Kid606) (Tigerbeat6)
- 2002 : Rude Descending a Staircase (7") (Tigerbeat6)
- 2003 : Split EP (split 12" EP avec The Bug vs. The Rootsman) (Tigerbeat6)
- 2004 : Special Gunpowder EP 1 (12" EP) (Tigerbeat6)
- 2004 : Special Gunpowder EP 2 (12" EP) (Tigerbeat6])
- 2004 : No Heathen (split 12" avec Com.a et Wicked Act) (Shockout)
- 2004 : Dem Nuh Know Me (split 12" avec Team Shadetek et Wayne Lonesome) (Shockout)
- 2005 : Little More Oil (12" EP avec Kid606 et Sister Nancy) (Soul Jazz Records)
- 2005 : Redux (12" EP) (Brooklyn Beats)
- 2006 : Miss Nemesis (7") (Ek-ke)
- 2007 : Quémalo Ya (split 12" avec Filastine) (Shockout)
- 2009 : Shallows EP (12" EP avec Matt Shadetek) (theAgriculture)